# Coenonympha inframaculata
Coenonympha inframaculata är en fjärilsart som beskrevs av Charles Oberthür 1922. Coenonympha inframaculata ingår i släktet Coenonympha och familjen praktfjärilar. Inga underarter finns listade i Catalogue of Life.